# Nezumia leucoura
Nezumia leucoura és una espècie de peix de la família dels macrúrids i de l'ordre dels gadiformes.

## Morfologia
- Els mascles poden assolir 23 cm de llargària total.[4]

## Hàbitat
És un peix d'aigües profundes que viu entre 688-854 m de fondària.

## Distribució geogràfica
Es troba a Austràlia Occidental.